# Rudolf Flotzinger
Rudolf Flotzinger (* 22. September 1939 in Vorchdorf, Oberösterreich) ist ein österreichischer Musikwissenschaftler.

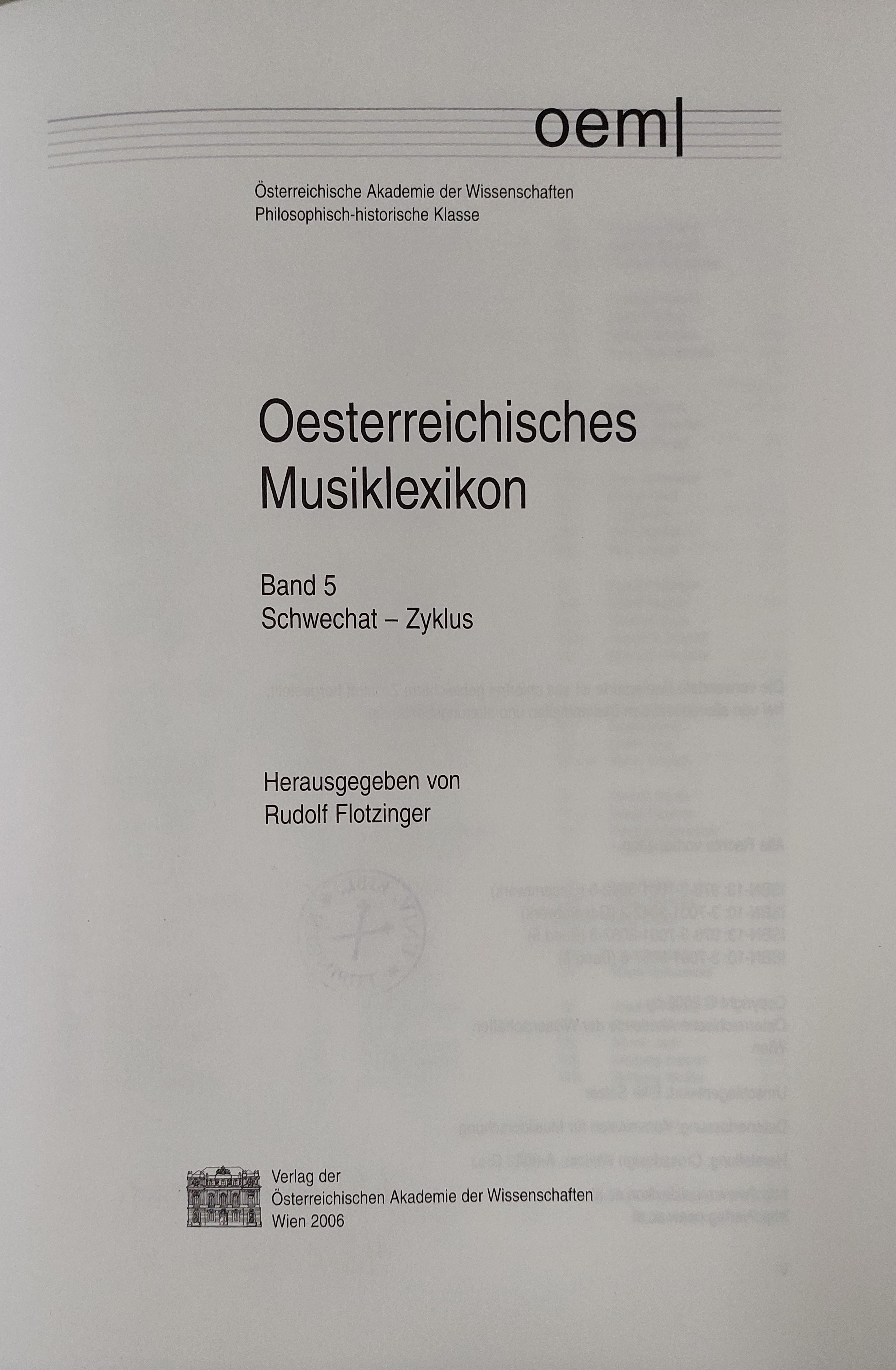
Oesterreichisches Musiklexikon, Band 5, 2006

## Leben
Rudolf Flotzinger absolvierte von 1951 bis 1958 das Stiftsgymnasium Kremsmünster. Er studierte anschließend Musikwissenschaft an der Universität Wien bei Erich Schenk und Walter Graf. 1965 erfolgte die Promotion und 1969 die Habilitation in Wien zu Themen der Alten Musik. 
1970 wurde ihm der Kardinal-Innitzer-Preis verliehen. Von 1971 bis 1999 war er Vorstand des Instituts für Musikwissenschaft der Karl-Franzens-Universität Graz und von 1999 bis 2006 Obmann der Kommission für Musikforschung an der  Österreichischen Akademie der Wissenschaften.
Flotzinger ist Mitherausgeber der dreibändigen Musikgeschichte Österreichs und Herausgeber des fünfbändigen Österreichischen Musiklexikons sowie Mitglied der Academia Europaea in London (1992) und korrespondierendes Mitglied der Akademien der Wissenschaften in Wien, Zagreb und Ljubljana.

## Werke (Auswahl)
- Österreichische Musik und ihre Wissenschaft. Eigenheiten gegen Einzelheiten. New Academic Press, Wien 2021.